# تريفور باتلر
تريفور باتلر (6 ديسمبر 1958 بنورثامبتون في المملكة المتحدة - ) (بالإنجليزية: Trevor Butler)‏ هو لاعب كريكت بريطاني. لعب مع Buckinghamshire County Cricket Club ‏.

## وصلات خارجية
- تريفور باتلر على موقع إي آس بي آن كريك إنفو (الإنجليزية)